# Yurdaer Okur
Yurdaer Okur (Rize, 29 ottobre 1974) è un attore e regista teatrale turco, noto per aver interpretato il ruolo di Tekin Malik nella serie Come sorelle (Sevgili Geçmiş).

## Biografia
Yurdaer Okur è nato il 29 ottobre 1974 a Rize (Turchia), da padre Yusuf Okur.

## Carriera
Yurdaer Okur dopo essersi diplomato presso la Bafra Super High School. Successivamente è entrato presso Dipartimento di Management del Turismo dell'Università di Akdeniz. Dopo aver studiato in questa scuola per tre anni, si è reso conto che l'attività non faceva per lui e nel 1994 ha vinto il Dipartimento di Teatro del Conservatorio di Stato dell'Università di Hacettepe a Istanbul. Ha poi completato il suo master presso il Conservatorio statale della Mimar Sinan Fine Arts University.
Nel 1999 dopo aver incontrato Genco Erkal, si è unito al teatro Dostlar ed ha recitato nella commedia Barefoot Socrates. Nel 2000 ha iniziato a prendere parte al teatro di stato di Istanbul come attore occasionale. Nel 2002 è entrato come membro permanente del teatro statale di Diyarbakır. Dal 2000 ha partecipato e diretto numerosi spettacoli teatrali all'interno della Direzione Generale dei Teatri di Stato. Ha dato lezioni di recitazione ai giovani a Diyarbakır. Nel 2017 ha anche preso parte alla clip musicale della canzone della cantante Sıla Gençoğlu Yan Benimle.

## Vita privata
Yurdaer Okur dal 2011 è sposato con Yusuf Okur, dalla quale ha avuto una figlia che si chiama Suzi Nar, nata nel 2012.

## Filmografia

### Cinema
- Sır Çocukları, regia di Ümit Cin Güven e Aydin Sayman (2002)
- Gen, regia di Togan Gökbakar (2005)
- Kısık Ateşte 15 Dakika, regia di Neco Çelik (2005)
- Türkan, regia di Cemal San (2011)
- Labirent, regia di Tolga Örnek (2011)
- Saruhan, regia di Emre Konuk (2016)
- Direniş Karatay, regia di Selahattin Sancaklı (2018)
- Keşif, regia di Volkan Kocatürk, Metin Turguç e Özlem Koza (2018)
- 7. Koğuştaki Mucize, regia di Mehmet Ada Öztekin (2019)
- Bilmemek, regia di Leyla Yılmaz (2019)
- Son Kale Hacıbey, regia di Konstantin Konovalov (2020)
- Demir Kadın: Neslican, regia di Özgür Bakar (2023)
- Dieci giorni tra il bene e il male (Iyi Adamin 10 Günü), regia di Uluç Bayraktar (2023)
- Kadinlara Mahsus, regia di Serdar Akar (2023)

### Televisione
- Ferhunde Hanımlar – serie TV (1999)
- Üzgünüm Leyla – serie TV (2000)
- Evdeki Yabancı – serie TV (2000)
- Çifte Bela – serie TV (2001)
- Tatlı Hayat – serie TV (2001)
- Aslı ile Kerem – serie TV (2002)
- Dadı – serie TV (2002)
- Belalı Baldız – serie TV (2005)
- Aşk Oyunu – serie TV (2005)
- Köprü – serie TV (2006-2008)
- Kabuslar Evi: Çarşamba Karısı, regia di Uluç Bayraktar – film TV (2007)
- Kılıç Günü – serie TV (2010)
- Sakarya Fırat – serie TV (2011-2012)
- Karadayı – serie TV (2012-2015)
- Reaksiyon – serie TV (2014)
- Yeter – serie TV (2015-2016)
- Alija – miniserie TV (2018)
- Nöbet – serie TV (2019)
- Come sorelle (Sevgili Geçmiş) – serie TV (2019)
- Kuruluş Osman – serie TV (2020)
- Kefaret – serie TV (2020-2021)
- Alparslan: Büyük Selçuklu – serie TV (2021-2022)
- Hakim – serie TV (2022)
- Segreti di famiglia (Yargı) – serie TV (2022)

### Web TV
- The Protector (Hakan: Muhafız) – web serie (2018-2019)
- #adaleTT – web serie (2023)

### Cortometraggi
- Chemin d'O, regia di Estelle Bonnet-Gérard (2005)
- Körler Pencereden Bakar mı?, regia di Bora Tuncer Topaloglu (2019)

### Video musicali
- Yan Benimle di Sıla Gençoğlu (2017)

## Teatro

### Attore
- Yalınayak Sokrates di Maxwell Anderson, diretto da Genco Erkal, presso il teatro Dostlar (1999)
- Leenane'in Güzellik Kraliçesi di Martin McDonagh, diretto da Cüneyt Çalışkur, presso il teatro statale di Istanbul (1999-2000)
- Ketçaplı Spagetti di Rainer Hachfeld, diretto da Macit Sonkan, presso il teatro statale di Istanbul (2000)
- Ben Ruhi Bey Nasılım di Edip Cansever, diretto da Cüneyt Çalışkur, presso il teatro statale di Istanbul (2001)
- Benerci Kendini Niçin Öldürdü? di Nâzım Hikmet Ran, diretto da Mehmet Ulusoy, presso il teatro statale di Istanbul (2002)
- Dünyanın Ortasında Bir Yer di Özen Yula, diretto da Nermin Uğur Bakır, presso il teatro statale di Diyarbakır (2003)
- Hortlak di Tito Maccio Plauto, diretto da Laçin Ceylan, presso il teatro statale di Diyarbakır (2003)
- Yaşar Ne Yaşar Ne Yaşamaz di Aziz Nesin, diretto da Ali Sürmeli, presso il teatro statale di Diyarbakır (2004-2005)
- Ay, Aşk, Ölüm (Lorca) di Federico García Lorca, diretto da Mahir Günşiray, presso il teatro Oyunevi (2006)
- Beş Yıl Geçince (Zamanın Efsanesi) di Federico García Lorca, diretto da Mahir Günşiray, presso il teatro Oyunevi (2006)
- Yastık Adam di Martin McDonagh, diretto da Mehmet Ergen, presso il teatro Talimhane (2008)
- Ölümü Yaşamak di Orhan Asena, diretto da Tamer Levent, presso il teatro statale di Diyarbakır (2009-2010)
- Babamın Cesetleri di Berkun Oya, diretto da Berkun Oya, presso il teatro Krek (2012)
- Kuvâyi Milliye - Kurtuluş Savaşı Destanı di Nâzım Hikmet Ran, diretto da Zeliha Berksoy, presso il teatro 2000 (2014)
- Yastık Adam di Martin McDonagh, diretto da Ahmet Bülent Acar, presso il teatro Entropi Sahne (2016)
- Ran, diretto da Nâzım Hikmet Ran, presso il teatro Entropi Sahne (2017)
- Leenane'in Güzellik Kraliçesi, diretto da Martin McDonagh (2018)

### Regista
- Benim Güzel Pabuçlarım di Dersu Yavuz Altun, presso il teatro statale di Diyarbakır (2004)
- Evlenme ve Daha Bir Sürü di Anton Čechov, presso il teatro statale di Diyarbakır (2007)
- Ben Feuerbach di Tankred Dorst, presso il teatro statale di Trebisonda (2011)
- Euridice'nin Elleri di Pedro Bloch, presso il teatro statale di Ankara (2012)
- Taziye di Murathan Mungan, presso il teatro statale di Diyarbakır (2013-2014)
- Boş Şehir di Dejan Dukovski, presso il teatro Entropi Sahne (2017)
- Küçük Prens di Antoine de Saint-Exupéry, presso il teatro Entropi Sahne (2019)
- Git Gel Dolap di Harold Pinter, presso il teatro Entropi Sahne (2019)

### Direttore artistico
- Yastık Adam di Martin McDonagh, presso il teatro Entropi Sahne (2016)
- Ebedi Barış di Juan Mayorga, presso il teatro Entropi Sahne (2017)
- Boş Şehir di Dejan Dukovski, presso il teatro Entropi Sahne (2017)
- Yerden Yukarı Bulutların Altında di İrem Aydın, presso il teatro Entropi Sahne (2017)

## Doppiatori italiani
Nelle versioni in italiano dei suoi film e delle sue serie TV, Yurdaer Okur è stato doppiato da:
- Massimo Bitossi[15] in Come sorelle[16]
- Pierluigi Astore[17] in The Protector[18]

## Riconoscimenti
- Turkey Youth Awards
  - 2019: Candidato come Miglior attore cinematografico per il film Direnis Karatay